# Steatoda atascadera
Steatoda atascadera là một loài nhện trong họ Theridiidae.
Loài này thuộc chi Steatoda. Steatoda atascadera được Ralph Vary Chamberlin & Wilton Ivie miêu tả năm 1942.